# Синя полиция
Синята полиция (на полски: Granatowa policja; на украински: Гранатова поліція) е колаборационистка структура на полската полиция в окупираната след началото на Втората световна война от Третия райх територия на Полша (включваща и части от днешните Западна Украйна и Западна Беларус, но без онези области от предходната полска територия, които са били върнати към Германия).
Официалното наименование на Синята полиция по време на Втората световна война е Полска полиция на Генерал-губернаторството (има се предвид статутът на генерал-губернаторството като особена автономна административна единица в рамките на Райха – виж административно деление на Третия Райх). Популярното име на полицията идва от синия цвят на униформата на служителите ѝ.
Синята полиция е създадена от германските власти, като спомагателно паравоенно формирование за поддържане на реда в окупираните територии на Полша. Такива полицейски организации има във всички окупирани страни (виж Hilfspolizei). Полската синя полиция първоначално е само криминална полиция, обаче след като Синята полиция започва да се използва за борба с контрабандата, охрана на еврейските гета и т.н. правомощията ѝ нарастват и така до ликвидацията ѝ от т.нар. Полски националноосвободителен комитет на 27 август 1944 година. 
Изграждането на Синята полиция започва през октомври 1939 г., когато Генерал-губернаторът Ханс Франк обявява създаването ѝ посредством мобилизация на бившите полски довоенни полицаи в редовете ѝ. Според германския замисъл и план, полицията трябвало да наброява около 12 000 служители, но действителния брой на мобилизираните е по-нисък според някои данни.  Според други, това не е така и те посочват общата ѝ численост да наброява 14 300. 
Този въпрос е силно политизиран все още, понеже засяга сътрудничеството на поляците и украинците от католическата Източна Галиция на нацистите, още повече, че Синята полиция е обвинявана в съучастие и активна дейност (арести, депортиране и изтребление) спрямо многочисленото еврейско население на Полша.
В следвоенните години (1946 – 1952) в Полша е създадено Реабилитационно-квалификационна комисия за разследване дейността на бившите полицаи от Синята полиция, която разглежда делата на около 10 000 души, от които 2000 са предадени на новата Полска гражданска милиция (през 1949 г. те са репресирани), а 600 души от състава на Синята полиция са осъдени на смърт.